# Raúl Iturriaga
Raúl Eduardo Iturriaga Neumann (23 janvier 1938  à Linares) est un général chilien retraité, ancien vice-directeur de la DINA et chargé des opérations extérieures de cette police politique de Pinochet. Incarcéré depuis 2007, il purge une peine de cinq ans de prison.
Il était responsable d'un centre de détention clandestin sous la dictature de Pinochet, connu comme La Venda Sexy et La Discothèque en raison des agressions sexuelles infligées à des détenus, dont les yeux étaient bandés, sur fond de musique bruyante.
Second du général Manuel Contreras qui dirigeait la DINA, il fut responsable de la « phase 3 » de l'opération Condor, c'est-à-dire tous les assassinats effectués à l'étranger.
Raúl Iturriaga fut ainsi condamné par contumace en Italie, en 1995, pour la tentative d'assassinat contre le démocrate chrétien Bernardo Leighton en octobre 1975. L'Espagne et l'Argentine ont également demandé son extradition, Iturriaga ayant été notamment inculpé, en Argentine, pour l'assassinat du général Carlos Prats en septembre 1974, et en Espagne pour la disparition du diplomate Carmelo Soria (voir Hermán Julio Brady Roche#Procès en Espagne).
Condamné à dix ans de prison, pour la disparition forcée du militant du MIR Luis San Martín, par le magistrat Alejandro Solís, qui furent réduits à 5 ans par la Cour suprême, Iturriaga s'est rebellé en juin 2007 contre cette sentence, partant en cavale. Il fut interpellé en août 2007 à Viña del Mar. À la suite de cette affaire, l'armée chilienne a cessé de financer la défense juridique des militaires inculpés pour des violations des droits de l'homme lors de la dictature.
En décembre 2010, il est jugé en France par contumace, aux côtés de Manuel Contreras et d'autres responsables de la dictature, pour la disparition forcée de franco-chiliens (voir Manuel Contreras#Procès en France). 

## A la DINA
Après avoir suivi des cours, avec Manuel Contreras, à Fort Gulick au Panama (connu sous le nom d'École des Amériques) ,, il devint ensuite instructeur en contre-insurrection au Chili.
Moins d'un mois après le coup d'État du 11 septembre 1973, il rejoint la toute nouvelle DINA, dirigée par Manuel Contreras et qui s'employa à purger les services de renseignement traditionnels de l'armée. D'abord responsable du Département des Affaires extérieures de la DINA, en qualité duquel il organisa l'assassinat du général Carlos Prats à Buenos Aires en septembre 1974 ainsi que l'opération Colombo au cours de laquelle 119 opposants furent assassinés en Argentine,, il fut nommé à la tête de la Brigada Purén en décembre 1975, qui était basée au centre de torture de la Villa Grimaldi.
En 1976, Iturriaga participa de nouveau à un cours de contre-insurrection à l'École des Amériques. Il devint vice-directeur de la DINA l'année suivante, étant également responsable de son Département économique, qui contrôlait un certain nombre de firmes.

## Retraite et procès
Il prit officiellement sa retraite en 1991, alors que Pinochet avait cédé la place au démocrate chrétien Patricio Aylwin. Deux ans auparavant, il avait été élevé au plus haut grade de général. C'est en 1991 que le ministre Adolfo Bañados tenta de l'interroger au sujet de l'assassinat de l'ex-ministre démocrate-chrétien Orlando Letelier à Washington, en 1976.
Bien qu'officiellement retraité, des associations de victimes de la dictature affirment qu'il a maintenu des liens avec la DINE, l'agence ayant remplacé la DINA, et qui continua à tenter de protéger les militaires des poursuites judiciaires tout au long des années 1990, voire au-delà.
En 1995, il fut condamné par contumace en Italie à 18 ans de prison pour la tentative d'assassinat contre Bernardo Leighton en 1975, en partie grâce au témoignage de l'ex-agent de la DINA Michael Townley.
En Argentine, il a été inculpé dans le cadre de l'enquête sur l'assassinat du général Carlos Prats, tué en septembre 1974 à Buenos Aires, tandis que le juge espagnol Baltasar Garzón l'a également inculpé.
Il fut inculpé au Chili, en 2002, pour la disparition forcée du socialiste Víctor Olea Alegría (24 ans) en septembre 1974.
L'année suivante, le magistrat chilien Alejandro Solís l'inculpa, aux côtés de Manuel Contreras et de Pedro Espinoza, pour le meurtre de Carlos Prats: l'enquête chilienne avait été ouverte à la suite de la demande d'extradition de la juge argentine María Servini de Cubría chargée du même dossier, et permis au Chili de refuser celle-ci au motif de son inculpation au Chili.
Lors de sa cavale en juin 2007 faisant suite à une condamnation à cinq ans de prison pour la disparition forcée d'un militant du MIR de 21 ans, Luis Dagoberto San Martín, le général Guillermo Garín, ex-vice commandant de l'armée, lui apporta son soutien public, tandis que la gauche, mais aussi le député de droite Iván Moreira (es) (UDI), s'indignait de cette insoumission. Capturé en août 2007, il ne fut pas inculpé pour cette évasion, la loi chilienne ne faisant pas l'évasion d'un crime lorsqu'on est sous liberté conditionnelle.
Iturriaga fut alors incarcéré à la prison Penal Cordillera dans la région de Valparaíso, sous surveillance militaire. Des députés socialistes demandèrent son transfert à la prison de Punta Peuco, où Iturriaga ne pourrait bénéficier de complicités militaires. Penal Cordillera fut en effet qualifié de triangle des Bermudes par la députée Adriana Muñoz en raison du grand nombre d'évasions qui y ont eu lieu. Il fut finalement transféré pour raisons de sécurité à Punta Peuco le 6 août 2007 ; son avocate, qui l'avait aidé dans sa fuite, ne fut pas poursuivie (le droit chilien ne considérant pas cela comme un délit) mais fut exclue du barreau,.

## Source originale
- (en) Cet article est partiellement ou en totalité issu de l’article de Wikipédia en anglais intitulé « Raúl Iturriaga » (voir la liste des auteurs).